# Виноградна кислота
Виноградна кислота — рацемічна суміш D-(-) и L-(+) енантіомерних форм винної кислоти.

## Історія
Виноградна кислота була відкрита в 1822 році як побічний продукт при отриманні винної кислоти, а в 1830 році Берцеліус встановив, що вона має той же елементарний склад, що і винна кислота.
Пастер розділив виноградну кислоту на оптичні ізомери, застосувавши цінхонінові солі: така сіль для лівого ізомера важко розчинна, на відміну від солі правого ізомера винної кислоти, а тому легше кристалізується. Використовуючи цю особливість оптичних ізомерів винної кислоти, Луї Пастер отримав окремо цінхонінову сіль L-ізомера і D-ізомера винної кислоти і обробивши кожну з них соляною кислотою, отримав розчини оптичних ізомерів винної кислоти у вільному вигляді.